# Lophocampa occidentalis
Lophocampa occidentalis là một loài bướm đêm thuộc phân họ Arctiinae, họ Erebidae.